# Élection présidentielle argentine de 2015
L’élection présidentielle argentine de 2015 (Elecciones presidenciales de Argentina de 2015) se tient le 25 octobre 2015 pour le premier tour et le 22 novembre 2015 pour le second tour, afin d'élire le président et le vice-président de l'Argentine, pour un mandat de quatre ans. Le scrutin se tient en même temps que les élections législatives.
La présidente sortante, Cristina Fernández de Kirchner, ne peut pas être candidate à un troisième mandat en vertu de la Constitution.
À l’issue du premier tour, Daniel Scioli, candidat péroniste du Front pour la victoire (centre-gauche), et Mauricio Macri, candidat de la coalition « Changement » (centre-droit), se qualifient pour le second tour. Mauricio Macri l’emporte finalement avec 51,3 % des voix.

## Contexte
L'Argentine est marquée par le kichnérisme depuis le début des années 2000 : après le mandat de Néstor Kirchner (2003-2007) puis les deux de son épouse Cristina (2007-2015), cette-dernière ne peut légalement pas se représenter. « Le bilan Kirchner est très contrasté » explique Pablo Knopoff, directeur du cabinet Isonomia : ces trois mandats présidentiels de gauche ont vu le retour d'un État providence inédit à cette époque en Amérique du Sud, après les politiques néo-libérales des années 1990. Des aides sociales ont été distribuées, l'extrême pauvreté a reculé et le pays a connu une croissance de 9 % entre 2003 et 2011 grâce à la relance par la consommation et la hausse des cours du soja ; par ailleurs, les nationalisations et la réduction de la dette ont été ressentis au sein de la population comme un retour de la souveraineté du pays. Aussi, le mariage homosexuel a été légalisé et les procès de la dictature argentine ont été rouverts. La personnalité de Cristina Kirchner a cependant cristallisé les passions, vue par certains comme une pasionaria au service du peuple, par d'autres comme une hystérique populiste, sentiment aggravé par des soupçons de corruption et la progression du narcotrafic. Depuis 2011, l'économie argentine s'est dégradée, permettant, à cause du protectionnisme, une envolée du marché noir, une surélévation de la monnaie, une inflation proche de 30 % et un pouvoir d'achat en baisse. À cause d'un conflit non résolu avec des fonds spéculatifs, l'Argentine reste exclue des marchés financiers. La campagne électorale place néanmoins le dauphin de la présidence, Daniel Scioli, en tête des sondages, même s'il présente un profil plus modéré.

## Système électoral
Le président de la Nation argentine (Presidente de la Nación Argentina) et le vice-président sont élus au suffrage universel direct, pour un mandat de quatre ans renouvelable une fois au sein d'une candidature commune, dite « ticket ». L'élection a lieu par le biais d'une version modifiée du scrutin uninominal majoritaire à deux tours. Si aucun candidat n'obtient 45 % des suffrages exprimés lors du premier tour, ou 40 % des voix avec au moins dix points d'avance sur celui arrivé en deuxième position, un second tour est organisé, dans les trente jours, entre les deux candidats arrivés en tête. Es alors élu celui qui reçoit le plus grand nombre de suffrages.

## Élection primaire

### Candidats sélectionnés
Le tableau suivant présente les candidats ayant réussi à se qualifier pour l'élection présidentielle durant l'élection primaire organisées le 9 août 2015.
| Parti ou coalition                    | Candidat              | Colistier                    | Candidats battus               | %       |
| ------------------------------------- | --------------------- | ---------------------------- | ------------------------------ | ------- |
| Front pour la victoire                | Daniel Scioli         | Carlos Zannini (en)          | Aucun                          | 38,41 % |
| Coalition « Changement »              | Mauricio Macri        | Gabriela Michetti            | Elisa Carrió Ernesto Sanz (en) | 30,07 % |
| En avant le renouvellement            | Sergio Massa          | Gustavo Sáenz (en)           | José Manuel de la Sota         | 20,63 % |
| Front large progressiste              | Margarita Stolbizer   | Miguel Ángel Olaviaga        | Aucun                          | 3,51 %  |
| Front de gauche des travailleurs (en) | Nicolás del Caño (en) | Myriam Bregman               | Jorge Altamira (en)            | 3,31 %  |
| Coalition « Engagement fédéral »      | Adolfo Rodríguez Saá  | Liliana Negre de Alonso (en) | Aucun                          | 2,11 %  |

### Candidats ayant échoué à se qualifier à l'élection
Plusieurs partis n'ont pas réussi à s'assurer un nombre suffisant de voix lors de la primaire pour pouvoir présenter un candidat à l'élection présidentielle :
- Unité populaire - Víctor De Gennaro
- Mouvement socialiste des travailleurs - Alejandro Bodart
- Mouvement pour le socialisme - Manuela Castañeira
- Mouvement d'action du voisinage - Raúl Albarracín
- Parti populaire - Mauricio Yattah

## Résultats
| Candidats                | Candidats                | Partis                              | Premier tour | Premier tour | Second tour | Second tour |
| Candidats                | Candidats                | Partis                              | Voix         | %            | Voix        | %           |
| ------------------------ | ------------------------ | ----------------------------------- | ------------ | ------------ | ----------- | ----------- |
|                          | Mauricio Macri           | Coalition « Changement »            | 8 601 131    | 34,15        | 12 988 349  | 51,34       |
|                          | Daniel Scioli            | Front pour la victoire              | 9 338 490    | 37,08        | 12 309 575  | 48,66       |
|                          | Sergio Massa             | En avant le renouvellement          | 5 386 977    | 21,39        |             |             |
|                          | Nicolás del Caño         | Front de gauche et des travailleurs | 812 530      | 3,23         |             |             |
|                          | Margarita Stolbizer      | Front large progressiste            | 632 551      | 2,51         |             |             |
|                          | Adolfo Rodríguez Saá     | Coalition « Engagement fédéral »    | 412 578      | 1,64         |             |             |
|                          |                          |                                     |              |              |             |             |
| Votes valides            | Votes valides            | Votes valides                       | 25 184 257   | 96,68        | 25 297 924  | 97,54       |
| Votes blancs             | Votes blancs             | Votes blancs                        | 664 740      | 2,55         | 306 471     | 1,18        |
| Votes nuls               | Votes nuls               | Votes nuls                          | 199 449      | 0,77         | 330 848     | 1,28        |
| Total                    | Total                    | Total                               | 26 048 446   | 100          | 25 935 243  | 100         |
| Abstention               | Abstention               | Abstention                          | 6 082 407    | 18,93        | 6 173 266   | 19,23       |
| Inscrits / participation | Inscrits / participation | Inscrits / participation            | 32 130 853   | 81,07        | 32 108 509  | 80,77       |

 Représentation des résultats du second tour :
| Mauricio Macri (51,34 %) |  |  | Daniel Scioli (48,66 %) |
| ▲                        |  |  |                         |
| Majorité absolue         |  |  |                         |